# Julius Iversen
Julius Gottlieb Iversen (russisch Юлиус Готлиб Иверсен; * 5. April 1823 in Reval, Gouvernement Estland; † 13. April 1900 in St. Petersburg, Kaiserreich Russland) war ein deutsch-baltischer Phalerist.

## Leben
Von 1842 bis 1847 war er Student an der Kaiserlichen Universität Dorpat. Von 1855 bis 1880 war er Lehrer für alte Sprachen an der St. Petri-Schule in St. Petersburg. Seit 1879 war er auch Konservator des Münzkabinetts der Eremitage, 1887 WStRat.
Er galt als einer der besten Kenner historischer Medaillen Russlands.

## Mitgliedschaften
- 1872 korrespondierendes Mitglied der Gesellschaft für Geschichte und Altertumskunde der Ostseeprovinzen Russlands, Riga
- 1875 Gelehrte Estnische Gesellschaft, Dorpat

## Werke
- Denkmünzen auf Personen die in den Ostseeprovinzen geboren sind oder gewirkt haben